# John Bagnell Bury

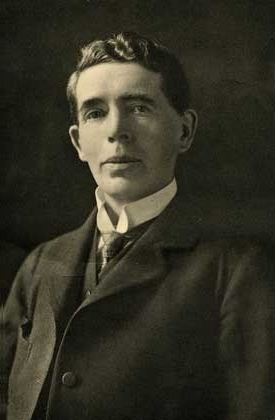
John Bagnell Bury

John Bagnell Bury (meist kurz J. B. Bury; * 16. Oktober 1861 in County Monaghan, Irland; † 1. Juni 1927 in Rom) war ein bedeutender aus Irland stammender Althistoriker, Byzantinist und Klassischer Philologe. 

## Leben
John Bagnell Bury, der Sohn eines anglikanischen Geistlichen und Bruder des Altphilologen und Philosophiehistorikers Robert Gregg Bury, besuchte das Foyle College in Derry und das Trinity College in Dublin, an dem er seit 1885 auch lehrte. 1893 wurde er dort  Professor der modernen Geschichte, ab 1898 lehrte er auch Griechisch. 1902 wurde er an die Universität Cambridge berufen, wo er den Regius Professor of Modern History innehatte, auch wenn er sich hauptsächlich mit der Antike beschäftigte. In seiner Antrittsvorlesung in Cambridge erklärte er 1903: „History is a science, no more, no less“ (Geschichte ist eine Wissenschaft, nicht mehr, nicht weniger).
Burys Wirkungskreis umfasste ein breites Spektrum: Er gab Edward Gibbons Hauptwerk The History of the Decline and Fall of the Roman Empire neu heraus, edierte Werke Pindars, schrieb Artikel für die Encyclopædia Britannica (Auflage von 1911), war Herausgeber der ersten Auflage der Cambridge Ancient History und verfasste mehrere Standardwerke, wie etwa A History of Greece, History of the Later Roman Empire (1889, 1923 in einer neu konzipierten Auflage) oder The Invasion of Europe by the Barbarians. Er beschäftigte sich auch mit dem Byzantinischen Reich und dem Papsttum sowie mit Geschichtsphilosophie. Besonders seine Arbeiten zur Spätantike und dem Byzantinischen Reich stellen noch heute, obwohl vom Forschungsstand her teils veraltet, einen bedeutenden Beitrag zur Erschließung dieser Epoche dar, besonders im Bereich der Ereignisgeschichte. 

## Ehrungen
1902 wählte die British Academy Bury zum Mitglied (Fellow). Seit Dezember 1896 war er korrespondierendes Mitglied der Russischen Akademie der Wissenschaften in St. Petersburg.